# 中村だいぞう
中村 だいぞう（なかむら だいぞう、1982年3月26日 - ）は、日本の男性俳優、声優、ナレーター、元お笑い芸人。神奈川県川崎市出身・在住。身長167cm。オフィスチャープ所属。
山村 もみ夫。（やまむら もみお）名義でショートフィルムの監督としても活動を行っている。映像制作チーム「レイバーショーテージフィルム」(Labor shortage film) 代表。

## 経歴・人物
2004年に玉川大学を卒業後、芸能活動を始める。かつてはアミー・パークに所属し、シーソーゲームというお笑いコンビのツッコミとして活動し、『エンタの神様』『爆笑レッドカーペット』などといったネタ番組に出演していた。
2009年にコンビ解散後は俳優、ナレーターに転向。柔軟な演技力と多彩な声で、映画やテレビ、CMなどに出演している。
2014年秋からは映像制作活動を開始。「山村もみ夫。」名義で主にショートフィルムを制作しており、初めて撮ったという『泉の森と彼女と僕のパスタ』で2015年に大和ショートムービーコンテストのグランプリを獲得するなど評価されている。
趣味・特技は週刊少年ジャンプ、テニス、水泳。免許・資格は普通自動車免許。
芸能活動や映像制作活動外では居酒屋のホール、スーパーのレジ打ちなどフリーターとして働いており、アルバイトなしでの生活を目指している。

## 出演

### テレビ番組
- エンタの神様
- グレーテルのかまど
- シャキーン!
- シャキーン!ザ・ナイト
- 新春ホワイトカーペット
- ズバリ教えて!エネルギーと暮らし
- 大! 天才てれびくん
- 爆笑トライアウト
- 爆笑レッドカーペット
- 見た目じゃ分からないビックリSHOW!〜こう見えて私、実は○○なんです〜

### 映画
- 青の文書
- イメージクラブ
- お米とおっぱい。
- きのうの毒舌
- こんにちは赤さん
- スマートライフ
- 太陽が待ち遠しい!
- Mr.CM
- ラニーニャ・エルニーニョ対談

### 吹き替え

#### 映画
- アメリカン・サイコ（ポール・アレン〈ジャレッド・レト〉）※VOD版
- グランピーキャットの最低で最高のクリスマス（ドニー、コルビン）
- サイバー・ミッション（ハオミン）
- 三銃士 宿命の対決（ダルタニアン）
- ジュディーを探して（エディ・クランブル〈エド・ヘルムズ〉）
- 少女生贄（ノア）
- スピード・スティール（マイキー）
- ダーティ・ダンシング（マジシャン〈"カズン・ブルーシー"・モロー〉）※Netflix版
- バトル・ダンス（エリック）
- ピノキオの大冒険（猫）
- プリンセス・ブライド・ストーリー（ウェスリー〈ケイリー・エルウィス〉）
- LOL 〜ローラの青春〜（ロイド）

#### ドラマ
- UnREAL（英語版）（ジェレミー、コールマン、ジェレミー）

#### アニメ
- H2O:マーメイド・アドベンチャー（ルイス・マッカートニー）
- クリパリ: 夢の世界へ（ジー、スパイク、看守）
- スパイキッズ: とくべつミッション（英語版）（PSI、 オットーチューン、トムサムサム）

### ライブ
- アーミーパークライブ
- オクイシュージのおれがカバやねんロックンロールショー
- テケテケ70分
- トゥインクルコーポレーションライブ
- バカ爆走!

### ナレーション
- ウォータースタンド
- エームサービス
- ヨコスカ恐竜展

### CM
- アサヒ WONDAモーニングショット「メッセージ」編
- ジレットwebドラマ
- ゼスプリ キウイフルーツ「キウイーハニーゴールド・グリーン」
- 立川市「詐欺防止」インフォマーシャル
- ファンケル「カロリミット」

### VP
- 緩和ケア.net
- 葬儀社VP
- 明治安田生命「全国猫リーグ」